# Bobby Singer
Bobby Singer, all'anagrafe Robert Steven Stanley Singer, è un personaggio della serie televisiva Supernatural, interpretato da Jim Beaver. L'attore venne scelto personalmente dal produttore esecutivo Robert Singer, che aveva precedentemente lavorato con lui.
Appare per la prima volta nell'ultimo episodio della prima stagione, per poi diventare un personaggio ricorrente nelle successive. Viene descritto come un cacciatore rozzo ma di buon cuore che si è poco a poco evoluto in una figura paterna per i due protagonisti, Sam e Dean Winchester. Il personaggio è stato lodato universalmente dai critici.

## Biografia

### Antefatti
Prima di diventare un cacciatore Bobby era un meccanico ed era felicemente sposato. Un giorno un demone prese il controllo del corpo della moglie e lo aggredì: Bobby, per autodifesa, accoltellò la donna ma con scarsi risultati finché in suo aiuto arrivò un cacciatore, Rufus Tarner, che esorcizzò il demone, ma la ferita uccise la moglie. Rufus prese Bobby sotto la sua ala, insegnandogli tutto quello che c'era da sapere sul soprannaturale e facendo di lui un cacciatore. Col tempo Bobby abbandonò la caccia per dedicarsi al lavoro da scrivania, aiutando i cacciatori con ricerche o offrendo loro alibi nel caso si mettano nei guai con la legge.

### Prima stagione
Bobby compare per la prima volta nel finale di stagione, Sam e Dean si rivolgono a lui per rintracciare il padre catturato dai demoni, Bobby e i due fratelli catturano e torturano il demone Meg Masters, e dopo aver ottenuto le informazioni necessarie la esorcizzano. L'uomo lascia andare i due fratelli raccomandandogli di stare attenti.

### Seconda stagione
Dopo la morte di John Winchester, Bobby cerca di stare vicino a Sam e Dean aiutandoli nelle missioni. Scoprono che il piano del demone dagli occhi gialli è quello di aprire le porte dell'Inferno e liberare i demoni che vi dimorano, inoltre fa combattere tra di loro i ragazzi dotati di poteri speciali come Sam. Durante lo scontro con gli altri superdotati Sam perde la vita, Bobby cerca di essere di conforto a Dean ma non ci riesce. Bobby sbalordito vede Sam ancora vivo, e intuisce che Dean sicuramente lo ha riportato in vita facendo un patto con un demone degli incroci, il ragazzo confessa a Bobby che gli rimane solo un anno di vita e che poi la sua anima finirà all'Inferno. Con l'aiuto della loro amica Ellen i fratelli Winchester e Bobby raggiungono il demone dagli occhi gialli, quest'ultimo apre le porte dell'Inferno; mentre Dean lo uccide con la sua speciale Colt, Bobby e Ellen chiudono le porte dell'inferno.

### Terza stagione
Bobby cerca di aiutare Dean con il contratto stipulato per salvare Sam, che come pegno chiede la sua anima. Bobby, Dean e Sam scoprono che il modo per salvare Dean è quello di rintracciare Lilith, un demone di altissimo livello che detiene il contratto di Dean. La rintracciano nell'Indiana, nella città di New Harmony, ma non riescono a fermarla e Dean viene sbranato da un cane infernale e la sua anima finisce negli inferi.

### Quarta stagione
Sono passati quattro mesi dalla morte di Dean, ad un tratto Bobby se lo ritrova di fronte ritornato in vita, il suo primo istinto è quello di ucciderlo pensando che si tratti di una creatura soprannaturale, ma poi il ragazzo gli conferma che si tratta proprio di lui e i due si abbracciano. Bobby e Dean trovano Sam e i tre decidono di indagare sulla resurrezione di Dean. Bobby li porta da una sua amica veggente, Pamela, e questa dice loro che dietro a tutto questo c'è un demone di nome Castiel. Bobby e Dean invocano Castiel, e dopo averlo fatto lo attaccano, ma le loro armi si rivelano inutili. Castiel li rassicura dicendo loro che lui non è un demone ma un angelo, e che è stato lui a riportare Dean in vita per ordine divino; inoltre rivela che Lilith vuole scatenare l'apocalisse liberando Lucifero infrangendo i 66 sigilli che lo tengono intrappolato nell'Inferno. Bobby aiuta i fratelli Winchester a combattere contro i sigilli che si stanno infrangendo, e alla fine Sam uccide Lilith, ma a quel punto Lucifero viene liberato perché l'ultimo sigillo da infrangere era proprio la morte di Lilith, il primo demone creato da Lucifero.

### Quinta stagione
L'apocalisse ormai è prossima e i demoni cercano di far del male ai fratelli Winchester, uno di loro prende il controllo del corpo di Bobby, ma l'uomo riuscendo a reagire utilizza un particolare coltello che uccide i demoni per infilzarsi la gamba ed esorcizzarsi. A causa della ferita il cacciatore rimane paralizzato in una sedia a rotelle. Tutti scoprono che il piano di Lucifero è quello di usare Sam come tramite umano, mentre Dean è destinato a essere il tramite di Michele per uccidere Lucifero, ma Dean non vuole perché la cosa implicherebbe la morte di Sam. La lotta contro Lucifero e i suoi servi si fa sempre più dura, Ellen e sua figlia Jo muoiono, a rendere le cose più difficili c'è il fatto che uno dei segni dell'apocalisse si manifesta, ovvero la resurrezione dei morti tra cui quella della defunta moglie di Bobby; il cacciatore inizialmente è felice, ma poi scopre che tutti i morti riportati in vita col passar del tempo impazziscono diventando aggressivi, e dunque Bobby a malincuore uccide la sua amata moglie. Visto il continuo rifiuto di Dean nel diventare il tramite di Michele, gli angeli decidono di optare per Adam (il loro fratellastro morto ma riportato in vita dagli angeli), intanto Bobby, Sam, Dean e Castiel scoprono che gli anelli dei Quattro Cavalieri dell'Apocalisse possono sigillare Lucifero e quindi decidono di riunirli. I cavalieri Guerra, Carestia e Pestilenza sono già sconfitti, ma l'ultimo prima di morire aveva in mente il piano di diffondere su scala mondiale un pericoloso virus che si trova in un cantiere a Chicago. Bobby chiede aiuto al demone Crowley perché questo gli riveli la locazione di Morte, l'ultimo Cavaliere, e il demone esaudisce la richiesta, donandogli inoltre il riutilizzo delle gambe, così Bobby, Castiel e Sam distruggono il virus, mentre Dean ottiene l'anello dall'ultimo cavaliere. Sam chiede a Bobby se è possibile che lui riesca a prendere il controllo di Lucifero durante la sua possessione come l'uomo ha fatto in precedenza con il demone, Bobby inizialmente sconsiglia questa mossa ma poi ci ripensa dicendo che non è da scartare come ipotesi. Lucifero prende il controllo del corpo di Sam e così si appresta a combattere contro Michele/Adam, Bobby insieme a Castiel e Dean cerca di fermarlo ma viene ucciso dal re dei demoni, Sam prende il controllo di Lucifero e attiva il sigillo dei quattro anelli sigillandosi insieme a Lucifero, Michele e Adam, in seguito Bobby viene riportato in vita da Castiel. Alla fine tutti si salutano e Bobby abbraccia Dean.

### Sesta stagione
Bobby, come tutti, è sorpreso di vedere Sam fuori dal sigillo, tutti scoprono che a liberarlo è stato Crowley, divenuto il re dell'Inferno dopo la scomparsa di Lucifero, cosa che gli ha permesso di accrescere la sua potenza. Il piano del demone è quello di aprire le porte del Purgatorio e assorbire le anime che si trovano al suo interno per diventare ancora più potente. Intanto Bobby evoca lo spirito del defunto figlio di Crowley perché esso gli riveli l'ubicazione delle sue ossa di quando era ancora umano (suo punto debole), esso lo fa e il cacciatore trova lo scheletro di Crowley e minaccia di dargli fuoco se il demone non lo libera dal contratto che i due fecero in passato per restituirgli la mobilità delle gambe, e oltre alla restituzione dell'anima pretende che la clausola dell'uso delle gambe non venga sciolta, e Crowley messo alle strette accetta, così Bobby vince su tutta la linea. Bobby, Dean e Castiel si accorgono che il comportamento di Sam è alquanto strano, infatti egli è divenuto freddo e violento, scoprono che la cosa è dovuta al fatto che la sua anima è rimasta intrappolata nel sigillo, dove Michele e Lucifero l'avranno sicuramente torturata. Dean chiede al cavaliere dell'apocalisse Morte di restituire l'anima al fratello, intanto Bobby entra nel mirino di Sam che lo vuole uccidere, infatti per timore dei ricordi passati nel sigillo preferisce non riavere l'anima, e per evitare che essa ritorni nel suo corpo cerca di contaminarlo con un patricidio, per tal motivo decide di uccidere Bobby, la sua unica figura paterna, ma Dean lo salva in tempo e restituisce l'anima al fratello facendolo ritornare come prima. Subentra un nuovo nemico, Eve, la madre di tutte le cose, essa crea un piccolo vermiciattolo che entra nel corpo di Bobby prendendone il possesso, durante la possessione Bobby uccide il suo caro amico Rufus, i fratelli Winchester salvano Bobby dalla possessione della creatura, ma l'uomo si sente in colpa per la morte dell'amico. Facendo delle ricerche Bobby, Dean, Sam e Castiel scoprono che il punto debole di Eve sono le ceneri della fenice. Dopo esservi entrati in possesso rintracciano Eve, e scoprono che il suo piano consiste nel trasformare il genere umano in mostri ibridi per combattere Crowley, ma Dean utilizzando le ceneri uccide Eve, intanto Bobby e i due fratelli iniziano a sospettare del comportamento strano di Castiel, sicuri del fatto che nasconda qualcosa su Crowley e il Purgatorio, i tre lo richiudono in un cerchio di fuoco e lo obbligano a confessare: l'Arcangelo Raffaele è intenzionato a ricreare l'apocalisse, e dunque Castiel crea un'alleanza con Crowley per aprire le porte del Purgatorio e assorbire le anime che vi dimorano per diventare più potente di Raffaele. Bobby, Sam e Dean cercano di fermarlo, Bobby scopre che tempo addietro delle persone aprirono le porte del Purgatorio e che il figlio della governante di uno di quegli individui è ancora vivo, Bobby lo rintraccia ed egli gli rivela che dal Purgatorio uscì qualcosa che prese il controllo del corpo della madre, Bobby rintraccia quest'essere e scopre che si tratta di Ellie, la sua ex, Castiel e Crowley la rapiscono e la torturano per sapere come si aprono le porte del Purgatorio, Bobby la ritrova completamente morente, ella rivela di aver confessato a Castiel e Crowley come aprire le porte del Purgatorio e muore tra le braccia di Bobby. Bobby, Sam e Dean cercano di fermare Castiel, ma è troppo tardi, l'angelo riesce ad aprire le porte e assorbe le anime al suo interno ottenendo un potere incommensurabile, Raffaele cerca di fermarlo ma viene facilmente ucciso, a quel punto Bobby e i fratelli Winchester osservano Castiel che si proclama come nuovo Dio.

### Settima stagione
Castiel, dopo essersi trasformato nel nuovo Dio, fa strage sia di angeli che di umani, che secondo lui non sono meritevoli di perdono, nel frattempo Bobby e i Winchester decidono di chiedere aiuto all'unica persona che può uccidere lo stesso Dio, il Cavaliere dell'Apocalisse della morte. Castiel inizia a sentirsi male perché tra le anime che ha assorbito sono presenti pure quelle dei leviatani, le creature più pericolose e potenti del Purgatorio, e Castiel non riesce a contenerle, Morte aiuta Bobby e Dean a riaprire le porte del Purgatorio e Castiel decide di sua iniziativa di rispedire indietro le anime da dove sono venute avendo capito di aver sbagliato. Grazie a Bobby e Dean l'angelo rispedisce indietro le anime, ma i leviatani sono rimasti nel suo corpo, e dopo averne preso possesso lo abbandonano. I leviatani iniziano a dare la caccia a Bobby, Sam e Dean, i tre si nascondono in un rifugio nei boschi, intanto, dopo aver catturato un leviatano, Bobby lo tortura e scopre che il borace li indebolisce. Bobby e i suoi amici scoprono che il capo dei leviatani ha preso il possesso del corpo di un uomo d'affari molto potente, Dick Roman. I tre cacciatori entrano in uno dei suoi depositi alimentari, infatti i leviatani stanno producendo un additivo chimico che rende gli umani degli automi, Bobby viene rapito dai mostri, Dean e Sam lo portano in salvo ma Dick gli spara ferendolo gravemente. I due fratelli lo portano in ospedale e il vecchio cacciatore inizia a fare un viaggio all'interno della sua mente in cui vede il ricordo più traumatizzante della sua vita, ovvero il giorno in cui da bambino uccise suo padre, un uomo violento che picchiava sia lui che la madre; ormai prossimo alla morte il mietitore cerca di convincerlo a venire via con lui, ma Bobby decide di restare. Bobby muore ma il suo spirito si lega alla sua fiaschetta che Dean tiene con se per ricordo, inizialmente i fratelli Winchester non si erano accorti della presenza dello spirito dell'amico, ma alla fine lui si rivela a loro. Dean e Sam si accorgono che Bobby sta cambiando e che sta diventando sempre più arrabbiato, infatti il destino di tutti gli spiriti è quello di diventare crudeli e violenti visto che il mondo dei vivi non è il loro piano dimensionale, ma Bobby giura loro che non sta perdendo il controllo di se stesso, ma i due fratelli fanno fatica a credergli. Dean e Sam scoprono che per uccidere un leviatano occorre l'osso di una persona virtuosa bagnata con il sangue di tre caduti, tra i quali quello di Castiel, ma non capendo chi dovrebbero essere le altre creature, Bobby suggerisce loro che gli altri due caduti sono il re dell'Inferno (Crowley) e un Alpha, la creatura primordiale capostipite di una razza soprannaturale. Grazie al suggerimento dell'amico, i due cacciatori hanno l'arma con la quale uccidere il capo dei leviatani, ma Bobby prova ancora una forte rabbia nei confronti del suo assassino, Dick Roman, e dunque decide di scavalcare Dean e Sam prendendo il controllo di una donna. Con il suo nuovo corpo Bobby decide di attaccare Dick, ma Sam lo ferma per impedirgli di mettere in pericolo la donna di cui ha preso il controllo, Bobby preso dalla collera cerca di strangolare Sam, ma capendo di aver perso il controllo lascia andare Sam, infine abbandona il corpo della donna. Sentendosi in colpa per quello che ha fatto Bobby decide di lasciare il mondo dei vivi, dopo aver detto addio a Sam e Dean i due bruciano la fiaschetta a cui il suo spirito è legato permettendogli di raggiungere l'aldilà.

### Ottava stagione
Quando i fratelli Winchester incontrano il mietitore che ha portato l'anima di Bobby nel mondo dei morti, esso rivela loro che Bobby è finito all'Inferno, dato che Crowley ha provveduto a portare lì la sua anima. Sam raggiunge l'Inferno grazie al mietitore, passando per il Purgatorio, infine trova Bobby e lo porta in salvo. I due cacciatori passano per il Purgatorio, infine, grazie all'aiuto di Benny, un vampiro amico di Dean, Sam riesce a scappare dal Purgatorio portando con sé l'anima di Bobby. Tornato nel mondo dei viventi Sam libera l'anima di Bobby, che però viene presa nuovamente da Crowley, ma all'ultimo momento arriva l'angelo Naomi, che libera l'anima del vecchio cacciatore, che finalmente ha la possibilità di trovare la pace in Paradiso.

### Nona stagione
Bobby compare nella mente di Sam, nel primo episodio della nona stagione, Sam è prossimo alla morte e intraprende un viaggio nella sua mente dove vede Bobby, che in realtà è una proiezione della sua mente, Bobby riveste il ruolo della parte di Sam che accetta la morte, lui è perfetto per impersonare tale ruolo essendo lui già morto, anche se Sam riesce a salvarsi da morte certa grazie all'aiuto dell'angelo Gadreel.

### Decima stagione
Mentre Bobby è in Paradiso, Sam e Castiel gli chiedono, mettendosi in contatto con lui tramite un sensitivo, di aiutare Castiel ad accedere al Paradiso attraverso un passaggio secondario. Bobby riesce nell'obiettivo, infine lui e Castiel liberano Metatron dalla sua prigione angelica. Prima di separarsi da Castiel, Bobby dà all'angelo una lettera per Sam.

### Tredicesima stagione
Dopo che Mary riesce a rinchiudere Lucifero nella dimensione alternativa aperta dal figlio del diavolo, il nephilim Jack, la cacciatrice riesce a liberarsi dalla prigionia dell'arcangelo Michele proprio dal ragazzo e insieme i due si uniscono alla resistenza umana guidata da Bobby, che precedentemente avevano incontrato anche Sam e Dean.

## Caratterizzazione
(Jim Beaver, a proposito del rapporto tra Bobby e i fratelli Winchester)
L'attore Jim Beaver ha descritto Bobby come un uomo "rozzo ma dal cuore d'oro" con una concezione del mondo del tipo "a volte ci sono cose che devono essere fatte e che non sono affatto divertenti; ma bisogna farle lo stesso".
Nonostante Bobby sia "abbastanza soddisfatto, almeno in apparenza, di essere solo nel mondo", diventa, con l'evolversi della storia, un padre surrogato per Sam e Dean. Secondo Beaver, Bobby è preoccupato per entrambi i fratelli, ma in particolar modo per Sam, che "sembra avere un lato oscuro più di quanto lo abbia Dean" e per questo motivo è "tenuto costantemente d'occhio da Bobby". Nonostante lui voglia bene loro "come se fossero suoi figli", Bobby è disposto a metterli in pericolo, se ciò fosse necessario. Per esempio, quando Dean vuole disintossicare Sam dal sangue demoniaco in Quando si rompe la diga, Bobby fa notare invece che le abilità demoniache di Sam sarebbero state utili per prevenire il ritorno di Lucifero, nonostante la quantità di sangue necessaria per uccidere Lilith "l'avrebbe cambiato per sempre". Beaver disse che secondo lui, "Bobby è vecchio abbastanza per avere ben chiaro quali debbano essere le priorità". Secondo la sua filosofia, "se hai un membro della famiglia con un problema d'alcolismo e vuoi intervenire al riguardo, forse è meglio non farlo a New Orleans nel mezzo dell'uragano Katrina".
Quando nella quinta stagione viene confinato su una sedia a rotelle, Bobby è costretto a rimanere "bloccato a casa a rispondere al telefono", senza poter partecipare alla battaglia sul campo. Su questo punto, Beaver ha commentato dicendo: "Bobby vive in un mondo dove le cose più strane sono possibili. Ha ancora la speranza che una di queste strane, miracolose cose possa accadere a lui. Credo che sia anche una persona realista. Sa che anche se un amico può tornare dal regno dei morti, non significa che tutto ciò che vuoi che accada accadrà sicuramente.

## Sviluppo
Beaver aveva precedentemente lavorato con Robert Singer per la serie televisiva Ragionevoli dubbi, e Singer gli diede la parte senza guardare il video della sua audizione. Al personaggio venne dato lo stesso nome di Singer, ma tale scelta ha origini non chiare. Secondo la versione di Singer, fu Kripke a inserire il nome nella sceneggiatura dell'episodio La trappola del diavolo; mentre secondo Beaver la scelta del nome avvenne in seguito a uno scherzo, quando gli addetti al set prepararono la scritta "Singer Auto Parts" da porre all'ingresso della proprietà di Bobby. L'attore credeva che si trattasse di un contratto da un solo episodio, e fu sorpreso quando gli venne chiesto di tornare. Ha inoltre dichiarato che la sua longevità nella serie è dovuta al fatto di essersi trovato bene a lavorare con Ackles e Padalecki.
Il primo episodio a trattare il passato di Bobby fu La spirale dei sogni. Poiché gli autori volevano che la sua storia fosse "basata sulla famiglia", pensarono inizialmente che Bobby potesse essere diventato cacciatore per via della morte dei suoi figli in circostanze paranormali. Tuttavia, si accorsero che non erano sicuri di come proseguire la vicenda, così cambiarono idea. Bobby era stato precedentemente definito come un esperto di esorcismi e l'autrice Cathryn Humphris, volendo sottolineare questo aspetto, pensò che ciò che tormentava Bobby potesse essere un esorcismo non riuscito eseguito sulla moglie posseduta, morta a causa sua.
Durante la produzione della quarta stagione, Beaver si unì per breve tempo al cast della serie Harper's Island. Nonostante temesse di apparire di meno nella serie, riuscì a mantenere la sua quota di presenze con sette episodi. L'importanza del personaggio venne aumentata nella quinta stagione, scelta compatibile alla trama apocalittica. Proprio in questa stagione venne introdotto un nuovo arco narrativo per Bobby, che in seguito a un incidente è costretto su una sedia a rotelle. Eric Kripke spiegò che questo nuovo elemento "rese l'Apocalisse più importante"; gli autori volevano "vere perdite e veri ostacoli da porre davanti ai nostri eroi" perché ci fossero differenze dalle stagioni precedenti. Beaver trovò l'esperienza molto impegnativa e interessante dal punto di vista recitativo. Tuttavia, ha dichiarato di "aver preso [l'esperienza] molto seriamente" e ha commentato dicendo "alla fine della giornata posso alzarmi dalla sedia e andare a casa, e questo lo riconosco. Molte altre persone non hanno la stessa fortuna ed è una cosa che io considero e rispetto molto".

## Critica
Il personaggio ha ricevuto critiche universalmente positive. John Kubicek di BuddyTV classificò Beaver quattordicesimo nella sua lista per migliore attore non protagonista in una serie drammatica della stagione televisiva 2009-2010, giustificando la sua scelta dicendo che l'attore "ha fatto il miglior lavoro della sua vita nell'interpretare Bobby". Allo stesso modo, Karla Peterson del quotidiano The San Diego Union-Tribune ha suggerito che "il suo berretto da camionista possa ricevere un suo riconoscimento sulla Hollywood Walk of Fame".
Tina Charles di TV Guide ha dichiarato che "non le dispiacerebbe vedere Bobby in tutti gli episodi". Sottolineò inoltre il legame tra Beaver e Ackles, e scrisse "Ho sempre amato tutte le scene con [Bobby e Dean] - sono inaspettatamente commoventi. Quando Bobby si rende conto che colui con cui sta parlando non è un mutaforma né un revenat [nell'episodio Lazzaro risorge], ma il vero e proprio Dean, è stato fantastico". Charles rimase stupita dalla svolta narrativa della sedia a rotelle, ma dichiarò di essere "incuriosita" per come la cosa avrebbe inciso su di lui. Diana Steenbergen di IGN definì Bobby "un valido membro della squadra" che "allarga la stretta unione [dei Winchester], ricordando loro che la famiglia è qualcosa di più di un legame di sangue". La Steenbergen trovò che l'attore fosse "fantastico nei panni dell'infermo Bobby" nella quinta stagione, "[un Bobby] avvilito e con la sensazione di essere superfluo". La Steenbergen commentò, "Bobby ne ha passate tante questa stagione, e Jim Beaver ha fatto un magnifico lavoro nell'interpretare la sua evoluzione. Questa stagione Bobby non è stato solo un padre surrogato e un custode di casuali nozioni paranormali, ma ha dovuto anche soffrire il sacrificio, la perdita, la rabbia e la determinazione per continuare a lottare". Dopo aver visto Bobby confessare di aver pensato al suicidio a Dean in The Curious Case of Dean Winchester, scrisse che "Beaver era riuscito a convogliare nell'invulnerabilità di Bobby la vergogna provata nel momento in cui Dean lo accusa di voler abbandonare la causa".
Nonostante le universali critiche positive, Beaver scrisse sul suo blog che a una minoranza di fan continua a non piacere il personaggio. Don Williams di BuddyTV lo difese definendolo "la guest star ricorrente più importante" della serie e fece notare che "le persone in questione basavano i loro commenti negativi sul nulla". Per rispondere a tale critiche, Williams scrisse inoltre un articolo dal titolo "Perché amiamo Bobby Singer", in cui commentò "Credo che sia un peccato quando persone come Jim Beaver ed Eric Kripke debbano scendere a patti con tali minoranze, specialmente quando la minoranza in questione altro non è che un manipolo di gente che si riunisce in certi siti conosciuti per essere stizzosi e negativi su tutto. Le accuse di questi fan non vale neanche la pena citarle, secondo me".